# Odontopera ambigua
Odontopera ambigua là một loài bướm đêm trong họ Geometridae.